# نيكولاي نيكولوف (لاعب كرة قدم)
نيكولاي نيكولوف هو لاعب كرة قدم بلغاري في مركز الوسط، ولد في 21 مايو 1985 في بلغاريا. لعب مع بوتيف فراتسا وسسكا صوفيا.

## وصلات خارجية
- نيكولاي نيكولوف (لاعب كرة قدم) على موقع قاعدة بيانات كرة القدم.إي يو (الإنجليزية)